# Nigerija
Zvezna republika Nigerija ali samo Nigerija je obmorska država v Zahodni Afriki v Gvinejskem zalivu. Njena večja mesta se nahajajo na južnih nižinah, medtem ko osrednji del države obsega hribovja in planote. Na zahodu meji na Benin, na severu na Niger, na severovzhodu na Čad, ter na vzhodu na Kamerun. Njena največja reka je Niger, ki se v morje izliva v obliki delte. Največje mesto Nigerije je Lagos, ki hkrati velja za eno največjih metropolitanskih območij na svetu in drugo največje mesto v Afriki.
Nigerija ima približno 177.000.000 prebivalcev, od katerih pa je pismenih le približno 61 %. Njeno prebivalstvo sestavlja veliko manjšin, kot so Havsi, Jorubi, Iboji, Fulani, Buri, Nupi in ostali. V Nigeriji se precej razlikujejo tudi po verstvih, ki si sledijo v sledečem vrstnem redu: muslimani 45 %, protestanti 23 %, katoliki 12 %, af. kristjani 10,6 %, af. vere 5 % in ostale 0,4 %.

## Državna ureditev
Leta 1999 je Nigerija postala predsedniška zvezna republika. Volilno pravico imajo vsi državljani nad 21 let. Predsednik republike se izvoli za štiri leta na splošnih volitvah. Predsednik republike je hkrati tudi predsednik zvezne vlade in vrhovni poveljnik oboroženih sil.
Parlament je dvodomni in je sestavljen iz Predstavniškega doma in Senata. Predstavniki se prav tako za štiri leta izvolijo na splošnih volitvah.

## Zvezne države
Nigerija je sestavljena iz 36 zveznih držav in območja glavnega mesta (Abuja). Zvezne države vodijo izvoljeni guvernerji.
| #  | Zvezna država          | Glavno mesto  | Zemljevid                                         |
| -- | ---------------------- | ------------- | ------------------------------------------------- |
| 1  | Abia                   | Umuahia       | Nigeriske zvezne države · Nigeriske zvezne države |
| 2  | Adamawa                | Yola          | Nigeriske zvezne države · Nigeriske zvezne države |
| 3  | Akwa Ibom              | Uyo           | Nigeriske zvezne države · Nigeriske zvezne države |
| 4  | Anambra                | Awka          | Nigeriske zvezne države · Nigeriske zvezne države |
| 5  | Bauchi                 | Bauchi        | Nigeriske zvezne države · Nigeriske zvezne države |
| 6  | Bayelsa                | Yenegoa       | Nigeriske zvezne države · Nigeriske zvezne države |
| 7  | Benue                  | Makurdi       | Nigeriske zvezne države · Nigeriske zvezne države |
| 8  | Borno                  | Maiduguri     | Nigeriske zvezne države · Nigeriske zvezne države |
| 9  | Cross River            | Calabar       | Nigeriske zvezne države · Nigeriske zvezne države |
| 10 | Delta                  | Asaba         | Nigeriske zvezne države · Nigeriske zvezne države |
| 11 | Ebonyi                 | Abakaliki     | Nigeriske zvezne države · Nigeriske zvezne države |
| 12 | Edo                    | Benin City    | Nigeriske zvezne države · Nigeriske zvezne države |
| 13 | Ekiti                  | Ado-Ekiti     | Nigeriske zvezne države · Nigeriske zvezne države |
| 14 | Enugu                  | Enugu         | Nigeriske zvezne države · Nigeriske zvezne države |
| 15 | Gombe                  | Gombe         | Nigeriske zvezne države · Nigeriske zvezne države |
| 16 | Imo                    | Owerri        | Nigeriske zvezne države · Nigeriske zvezne države |
| 17 | Jigawa                 | Dutse         | Nigeriske zvezne države · Nigeriske zvezne države |
| 18 | Kaduna                 | Kaduna        | Nigeriske zvezne države · Nigeriske zvezne države |
| 19 | Kano                   | Kano          | Nigeriske zvezne države · Nigeriske zvezne države |
| 20 | Katsina                | Katsina       | Nigeriske zvezne države · Nigeriske zvezne države |
| 21 | Kebbi                  | Birnin Kebbi  | Nigeriske zvezne države · Nigeriske zvezne države |
| 22 | Kogi                   | Lokoja        | Nigeriske zvezne države · Nigeriske zvezne države |
| 23 | Kwara                  | Ilorin        | Nigeriske zvezne države · Nigeriske zvezne države |
| 24 | Lagos                  | Ikeja         | Nigeriske zvezne države · Nigeriske zvezne države |
| 25 | Nasarawa               | Lafia         | Nigeriske zvezne države · Nigeriske zvezne države |
| 26 | Niger                  | Minna         | Nigeriske zvezne države · Nigeriske zvezne države |
| 27 | Ogun                   | Abeokuta      | Nigeriske zvezne države · Nigeriske zvezne države |
| 28 | Ondo                   | Akure         | Nigeriske zvezne države · Nigeriske zvezne države |
| 29 | Osun                   | Oshogbo       | Nigeriske zvezne države · Nigeriske zvezne države |
| 30 | Oyo                    | Ibadan        | Nigeriske zvezne države · Nigeriske zvezne države |
| 31 | Plateau                | Jos           | Nigeriske zvezne države · Nigeriske zvezne države |
| 32 | Rivers                 | Port Harcourt | Nigeriske zvezne države · Nigeriske zvezne države |
| 33 | Sokoto                 | Sokoto        | Nigeriske zvezne države · Nigeriske zvezne države |
| 34 | Taraba                 | Jalingo       | Nigeriske zvezne države · Nigeriske zvezne države |
| 35 | Yobe                   | Damaturu      | Nigeriske zvezne države · Nigeriske zvezne države |
| 36 | Zamfara                | Gusau         | Nigeriske zvezne države · Nigeriske zvezne države |
| 37 | Območje glavnega mesta | Abuja         | Nigeriske zvezne države · Nigeriske zvezne države |